# Ferndale (Míchigan)
Ferndale es una ciudad ubicada en el condado de Oakland en el estado estadounidense de Míchigan. En el Censo de 2010 tenía una población de 19900 habitantes y una densidad poblacional de 1.980,78 personas por km².

## Geografía
Ferndale se encuentra ubicada en las coordenadas 42°27′33″N 83°7′53″O / 42.45917, -83.13139. Según la Oficina del Censo de los Estados Unidos, Ferndale tiene una superficie total de 10.05 km², de la cual 10.05 km² corresponden a tierra firme y (0%) 0 km² es agua.

## Demografía
Según el censo de 2010, había 19900 personas residiendo en Ferndale. La densidad de población era de 1.980,78 hab./km². De los 19900 habitantes, Ferndale estaba compuesto por el 84.69% blancos, el 9.55% eran afroamericanos, el 0.48% eran amerindios, el 1.34% eran asiáticos, el 0.06% eran isleños del Pacífico, el 0.5% eran de otras razas y el 3.38% pertenecían a dos o más razas. Del total de la población el 2.78% eran hispanos o latinos de cualquier raza.